# Riberalta
Riberalta es una ciudad y municipio de Bolivia, capital y ciudad más poblada de la provincia de Vaca Díez dentro del departamento del Beni, ubicada al norte de la Amazonía boliviana. Es conocida a veces como la capital amazónica del país. Así mismo también se la conoce como la ciudad de los cuatro nombres: La Cruz, Barranca Colorada, Ribera Alta y Riberalta. Riberalta cuenta con una población de 107 141 habitantes, siendo el segundo municipio más poblado del Departamento del Beni después de Trinidad y el más poblado del norte amazónico de Bolivia.
Se localiza en la cuenca amazónica, situada en la confluencia de los ríos Beni y Madre de Dios, ríos que han constituido su medio de transporte más usual.
Tiene centros de estudios superiores, como la Universidad Autónoma del Beni, Universidad de la Amazonia Boliviana, Escuela Militar de Ingeniería (EMI), Escuela Superior de Formación de Maestros Riberalta (ESFM-R) e Instituto Tecnológico Superior de la Amazonía (ITSA).

## Historia

### Época precolombina
A 20 km al suroeste de la ciudad de Riberalta, a orillas del lago Tumichucua, se registraron restos de terraplenes artificiales de tierra y zanjas, que han sido relacionados con los de la cultura hidráulica de las Lomas de los llanos de Moxos. Así mismo, a 5 km al oeste de Riberalta, del otro lado del río Beni, en el departamento de Pando, se encuentra un asentamiento y restos de la civilización inca sitio arqueológico Fortaleza Victoria, que es una fortaleza incaica.

### Época republicana
Durante la Fiebre del Caucho, el 8 de octubre de 1880, el médico y explorador estadounidense Edwin Heath encontró la confluencia del río Madre de Dios con el río Beni, haciendo referencia a una Barranca Colorada.
Unos años después, la casa Braillard de Reyes y su gerente, Federico Bodo Claussen, informado del barracón envió a un súbdito alemán con una montería y recursos para dar con el barranco e instalar allí una factoría comercial. Fue así como recibió el nombre de La Cruz cuando el alemán Máximo Henicke encuesta el 3 de mayo de 1884 a las 16:30 horas encontrando allí una casa pequeña instalada 2 años antes en 1882 por Plácido Méndez. Poco más de un año después, el 7 de julio de 1885, el suizo Bodo Claussen, en acuerdo con el empresario Antenor Vásquez, bautizó esta ciudad con el nombre de Ribera-Alta, hiato de origen natural que por sinéresis luego fue Riberalta a secas.
Nueve años más tarde, el 3 de febrero de 1894, el Delegado Nacional de Colonias, Lisímaco Gutiérrez, cumpliendo órdenes del presidente Mariano Baptista y en honor al natalicio del Mariscal Antonio José de Sucre fundó la ciudad en un acto oficial con el nombre de Villa Riberalta. En aquel entonces el pueblo contaba con aproximadamente 2500 habitantes que en su mayoría provenían del departamento de Cochabamba se apostaban en la barranca colorada.

### Migración
En ese contexto, durante finales del siglo XIX, un numeroso grupo de ciudadanos provenientes de Japón arribaron a la región y abordaron batelones (embarcaciones rústicas) en Puerto Maldonado e ingresaron por los márgenes del río Madre de Dios hacia las comunidades del norte boliviano, en especial en el departamento del Beni y, según datos de la Federación de Asociaciones Boliviano-Japonesas, el primer grupo conformado por 93 personas concluyó su periplo en Riberalta en 1899. Además de trabajar en la siringa, los primeros japoneses que se asentaron en las barracas gomeras se desempeñaron como carpinteros, albañiles, peluqueros y agricultores.

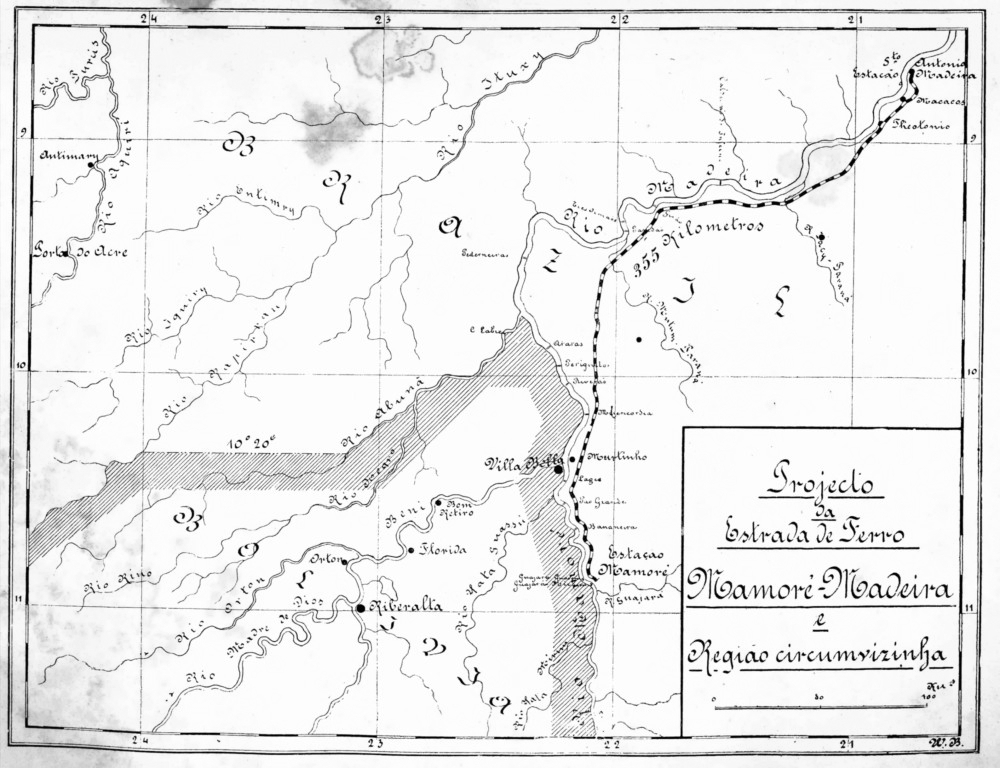
Mapa del proyecto ferroviario brasileño impulsado por la Fiebre del caucho y su cercanía con Riberalta.

### sigloXX
El 19 de enero del año 1900 fue creada la provincia de Vaca Díez durante el gobierno de José Manuel Pando. Estaba compuesta por los cantones de Riberalta y Villa Bella, que a la vez se dividían en los vice cantones de Cachuela Esperanza, Yata, Guayaramerín, Ivón y Florida, elevando a Riberalta como capital de la nueva provincia. Aquel mismo año se creó el Territorio Nacional de Colonias, sobre las bases de las delegación nacionales del Madre de Dios y del río Purús, de la cual la ciudad de Riberalta fue su capital provisional. Su designación como capital del territorio se debió a su ubicación estratégica en la confluencia de los ríos Beni y Madre de Dios.
Luego de la Guerra del Acre entre Bolivia y Brasil, surgió el interés de crear un nuevo departamento en el norte amazónico de Bolivia. En algunas propuestas, se consideró a Riberalta como posible capital del nuevo departamento.
Después de la Primera Guerra Mundial en 1910, la Fiebre del Caucho cayó y varias personas empezaron a abandonar Riberalta. 
El 22 de marzo de 1922, se realizó la fundación del Centro Obrero. El 3 de marzo de 1938, fue creado el Colegio Nacional Pedro Kramer.
Entre 1950 y 1960, se empezó a extraer la castaña que, por entonces, era llevada a Brasil como materia prima. En los años 70, empezaron a surgir las empresas beneficiadoras.
Conocida también como la ciudad de los cuatro nombres: Barranca Colorada, La Cruz, Ribera-Alta y Riberalta. Desde mediados del siglo XIX, los exploradores y navegantes del noroeste boliviano conocían un barracón de más de 30 metros de altura, erguido y bendecido por la confluencia de dos colosos ríos, los que convirtieron a este municipio en el centro económico del norte del país.

## Geografía
El municipio de Riberalta es uno de los dos municipios de la provincia de Vaca Díez, ocupando los dos tercios más occidentales de esta provincia, al norte del departamento del Beni, al oeste y norte con las provincias de General Federico Román, Manuripi y Madre de Dios del departamento de Pando, al este con el municipio de Guayaramerín, al sureste con el municipio de Exaltación de la provincia de Yacuma, y al suroeste con los municipios de Reyes y Santa Rosa de Yacuma, ambos de la provincia del General José Ballivián.
Entre los ríos más importantes del municipio se encuentran el río Beni, que forma el límite norte, así como el río Ivón, que recorre de sur a norte hasta confluir con el Beni.

### Clima
Debido a su altitud de 130 m s. n. m., presenta clima cálido y húmedo, resultante de la presión atmosférica y la espesa selva que la rodea al encontrarse en plena Amazonía. Las temperaturas entre estaciones no presentan una variación importante y oscilan entre los 31 °C y 35 °C, pudiendo llegar a extremos como 43 °C (2009). La primavera suele ser cálida pero con buenas temperaturas, que no superan los 33 °C. Los surazos (conocidos así en el ámbito local) ocasionan que las temperaturas desciendan hasta los 16 a 18 °C con fuertes vientos y una alta humedad entre los meses de mayo a septiembre no durando más de una semana.

## Economía
Riberalta es un gran exportador a nivel mundial de la almendra amazónica (Bertholletia excelsa), conocida también como nuez amazónica o nuez del Brasil, con exportaciones de US$ 192 millones en 2015y un volumen de 25 mil toneladas, de acuerdo con estadísticas de Naciones Unidas (ITC Comtrade). La ciudad también produce maderas tropicales, oro aluvional, caucho, frutas exóticas amazónicas (cupuazú, majo y motacú). En Riberalta y sus alrededores se fabrican ladrillos (adobes) a partir de arcilla. A medida que ha ido aumentando su población, también se ha incrementado el sector de servicios, por lo que ahora hay muchas tiendas de bienes de consumo y bancos.
Riberalta es también sede Eclesial del Vicariato Apostólico de Pando.

## Demografía
De acuerdo con el censo boliviano de 2024, la población del municipio de Riberalta es de 107 141 habitantes.

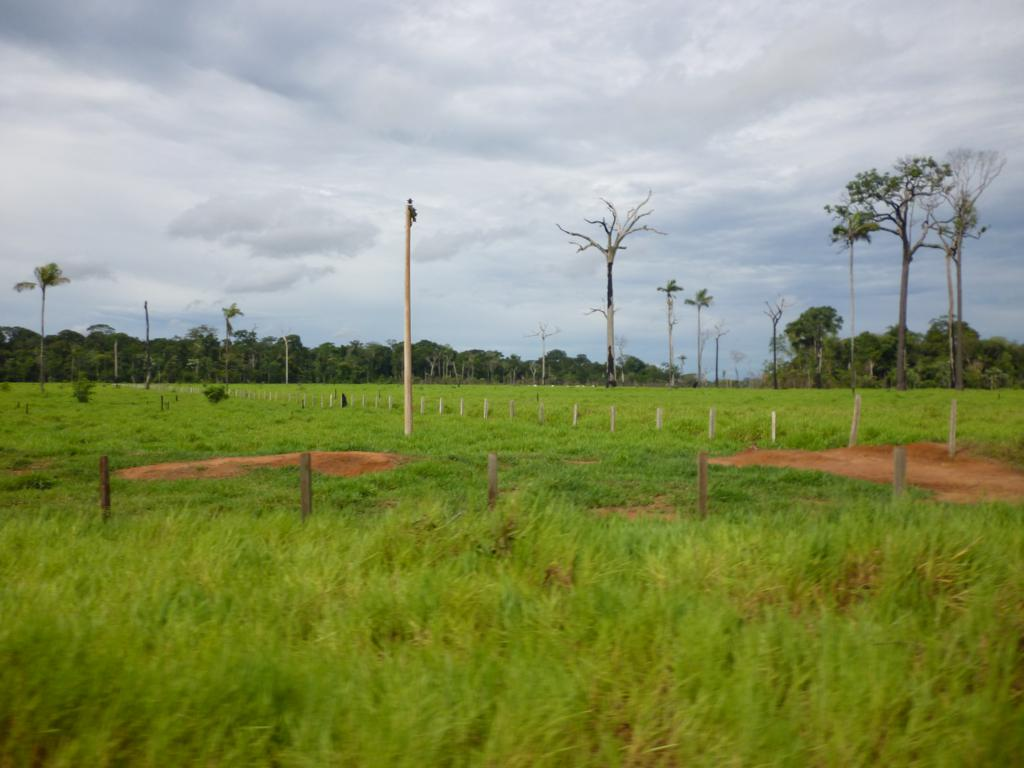
Vista del paisaje desde la carretera entre Riberalta y Cobija

La población del municipio de Riberalta se ha incrementado en cerca de dos tercios en las últimas dos décadas:
| Año  | Habitantes (municipio) | Habitantes (ciudad) | Fuente                  |
| ---- | ---------------------- | ------------------- | ----------------------- |
| 1900 | -                      | 1 796               | Censo boliviano de 1900 |
| 1950 | -                      | 6 549               | Censo boliviano de 1950 |
| 1976 | -                      | 18 032              | Censo boliviano de 1976 |
| 1992 | 52 378                 | 43 454              | Censo boliviano de 1992 |
| 2001 | 75 977                 | 64 511              | Censo boliviano de 2001 |
| 2012 | 89 003                 | 78 754              | Censo boliviano de 2012 |
| 2024 | 107.141                |                     | Censo boliviano de 2024 |

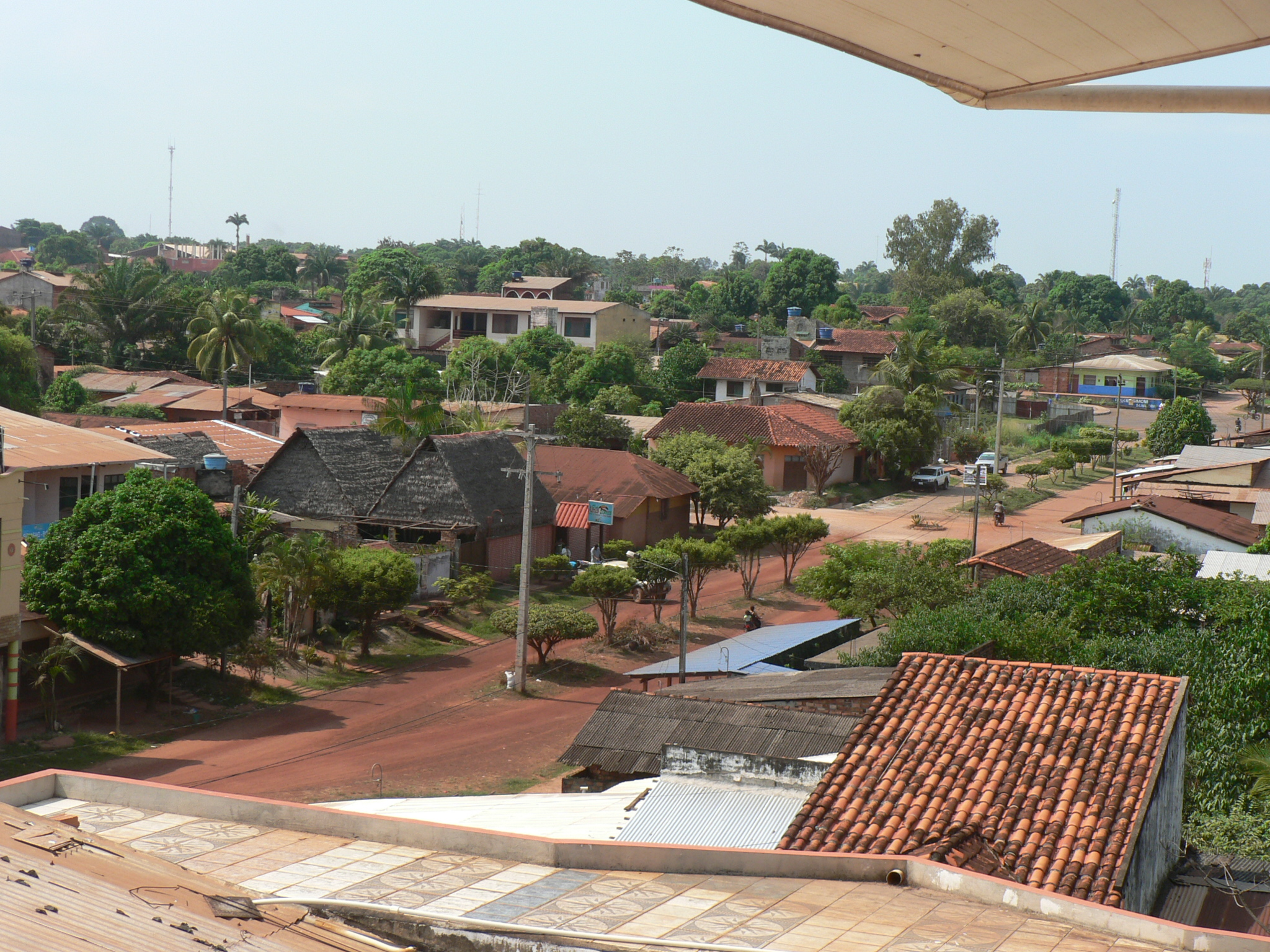
Vista del paisaje de Riberalta

Con una población al 2012 de 78.754 habitantes, Riberalta es la ciudad más poblada del norte de Bolivia, superando a Cobija, con 42.849 habitantes, y a Guayaramerín, con 35.764 habitantes.

## Transporte

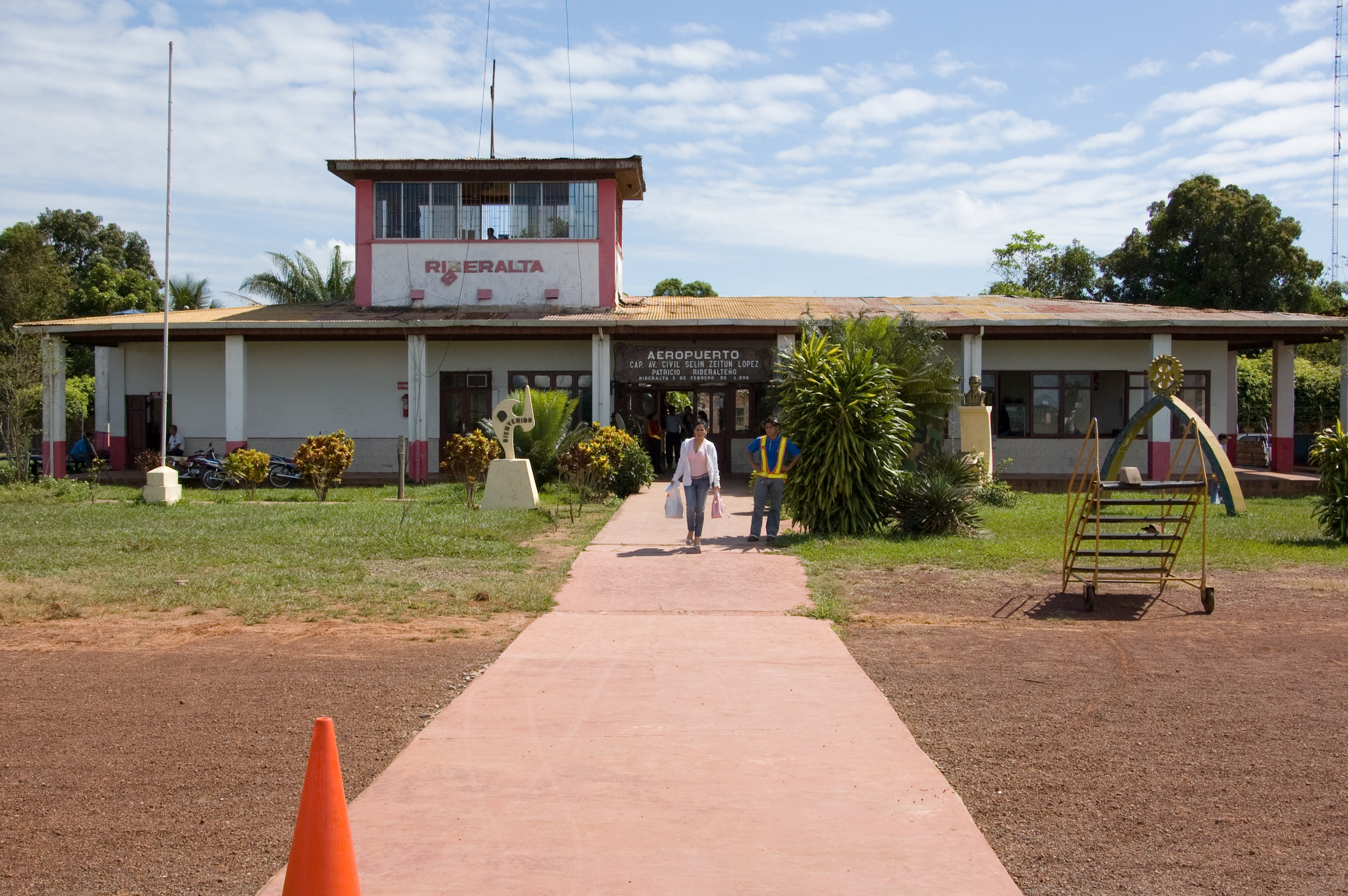
Aeropuerto Capitán Av. Selin Zeitún López en Riberalta.

El Aeropuerto Capitán Av. Selin Zeitún López es la terminal aérea de la ciudad, ubicada en la zona noroeste, con vuelos a destinos nacionales operados por las aerolíneas Ecojet y Amaszonas, aunque se espera que operen dos más una vez finalizada la ampliación de la terminal.
Por la vía terrestre está conectada al este con la ciudad de Guayaramerín a través de la Ruta 8 que es asfaltada, que luego se convierte en la Ruta 9 de tierra y llega hasta la ciudad de Trinidad al sur. Hacia el suroeste se conecta con la ciudad de Rurrenabaque, también por la Ruta 8.

## Turismo

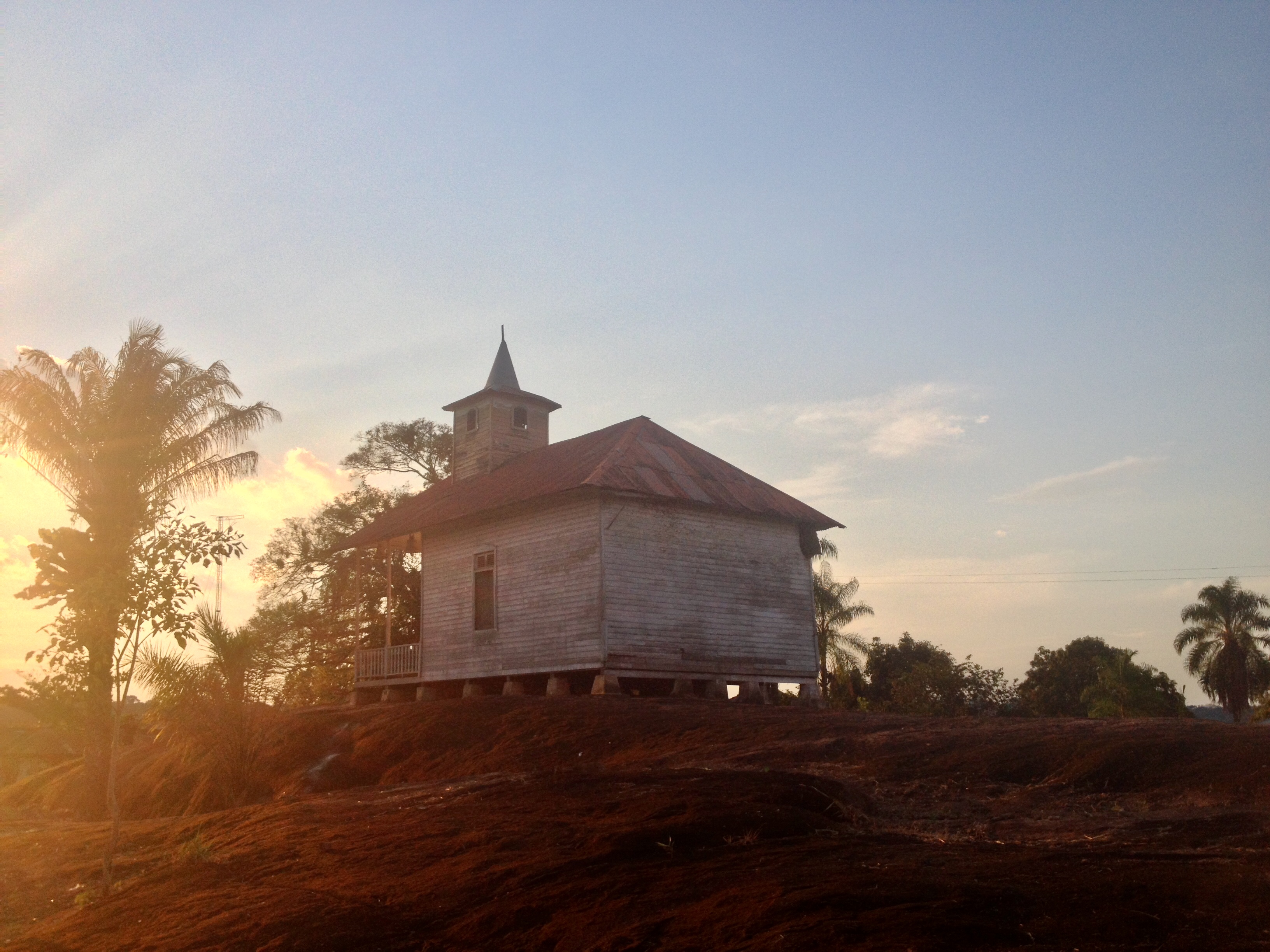
Iglesia de Cachuela Esperanza.

Por los valores escénicos que presenta la totalidad del territorio del municipio, es receptor de turismo, entre algunos de los espacios más populares tenemos:
- Cachuela Esperanza
- Tumichucua
- Balneario El Prado
- Balneario La Esmeralda

## Ciudades hermanas
- Trinidad, Bolivia
- Santa Cruz de la Sierra, Bolivia
- Guayaramerín, Bolivia
- Cobija, Bolivia
- Rurrenabaque, Bolivia
- Salta, Argentina
- Guajará-Mirim, Brasil
- Manaus, Brasil
- Barcelona, España